# تولسي جابرد
تولسيي جابرد (Tulsi Gabbard ؛ /ˈtʌlsi ˈɡæbərd/، وُلِدت في 12 أبريل 1981) هي سياسية أمريكية اصبحت مرشحة الرئيس الأمريكي المنتخب دونالد ترامب لتولي منصب مدير الاستخبارات الوطنية في ولايته الثانية
. عضو سابق في الحزب الديمقراطي كانت تعمل نائبة في مجلس النواب الأمريكي عن دائرة الكونغرس الثانية في هاواي منذ 2013. كما أنها كانت نائب رئيس اللجنة الوطنية الديمقراطية حتى 28 فبراير 2016، حين استقالت لتؤيد السناتور بيرني ساندرز كمرشح رئاسي ديمقراطي في عام 2016. اِنتُخِبت في 2012، فكانت أول أمريكي من ساموا وأول نائب هندوسي في الكونغرس الأمريكي.
تركت الحزب الديمقراطي في أكتوبر 2022 لتصبح مستقلة، قبل أن تنضم إلى الحزب الجمهوري في عام 2024.
وقد خدمت في وحدة طبية ميدانية في الحرس الوطني لجيش هاواي في منطقة قتال في العراق من 2004 إلى 2005 وأُرسِلت إلى الكويت من 2008 إلى 2009. وقد خدمت جابرد من قبل في مجلس نواب هاواي من 2002 إلى 2004، لتصبح في عمر 21 أصغر امرأة تُنتخب لمجلس تشريعي ولائي أمريكي في ذلك الوقت.
وتُعرف جابرد بمواقفها السياسية غير التقليدية داخل حزبها. وتدعم جابرد حق الإجهاض، وعارضت الشراكة العابرة للمحيط الهادئ، وطالبت باستعادة قانون جلاس-ستيجل، وغيّرت موقفها لتدعم الزواج المثلي في 2012. وهي تعارض جوانب من سياسة الحكومة الأمريكية في العراق، ليبيا وسوريا، وتعارض إزاحة الرئيس السوري بشار الأسد من السلطة.
في أكتوبر 2022، انسحبت غابارد من الحزب الديمقراطي متذرعةً باختلافات حول السياسة الخارجية والقضايا الاجتماعية. قامت غابارد بحملة انتخابية لصالح العديد من الجمهوريين في انتخابات التجديد النصفي لعام 2022، وكانت متحدثة بارزة خلال مؤتمرات العمل السياسي المحافظ (CPAC) في ذلك العام.
في أغسطس 2024، أيدت غابارد الرئيس السابق دونالد ترامب في الانتخابات الرئاسية الأمريكية لعام 2024 أثناء حديثها في مؤتمر جمعية الحرس الوطني. بعد ذلك، أصبحت رئيسة فخرية مشاركة لفريق ترامب الانتقالي الرئاسي لعام 2024. وفي نوفمبر/تشرين الثاني 2024، اختار ترامب جابارد لتولي منصب مدير الاستخبارات الوطنية في ولايته الثانية.

## حياتها المبكرة وأسرتها
ولدت غابرد في 12 أبريل 1981، في ليلوالو، مقاطعة ماوبوتاسي، في جزيرة توتويلا في ساموا الأمريكية. كانت الرابعة من بين خمسة أطفال لمايك غابرد وزوجته كارول غابرد وفي عام 1983. انتقلت عائلتها إلى هاواي واستقرت هناك عندما كانت غابرد تبلغ من العمر عامين.
نشأت غابارد في أسرة متعددة الثقافات، فوالدتها ولدت ونشأت في ولاية إنديانا ثم عاشت في ميشيغان. ولد أبوها في ساموا الأمريكية وعاش في هاواي وفلوريدا عندما كان طفلاً، وهو من أصول أوروبية.
نشأت غابرد وفقاً لتعاليم المجتمع الديني لمؤسسة علوم الهوية وزعيمها الروحي كريس بتلر، وقد قالت غابرد لاحقاً إن عمل بتلر ما زال يلهمها حتى الآن، رغم ذلك فقد كانت مترددة دوماً في الحديث عن مؤسسة علوم الهوية علانيةً، واعتنقت الديانة الهندوسية في سن المراهقة. يعني اسمها الأول في اللغة السنسكريتية الريحان المقدس، ولأشقائها أيضاً أسماء هندوسية مشتقة من اللغة السنسكريتية. درست غابرد في المنزل حتى المدرسة الثانوية باستثناء عامين قضتهما في المدارس غير الرسمية في الفلبين.
بدأت غابرد العمل في التحالف من أجل الزواج التقليدي في عام 1998، وهي منظمة عمل سياسي مناهضة للمثليين أسسها والدها، لتمرير تعديل يمنح هيئة ولاية هاواي التشريعية سلطة منع زواج المثليين، وكانت المتحدثة باسم المنظمة حتى وقت متأخر من عام 2004، ووصفت أولئك الذين يسعون لتحقيق المساواة في الزواج بأنهم «عدد صغير من المثليين المتطرفين».
عملت غابرد في أعقاب هجمات 11 سبتمبر 2001 في منظمة ستاند أب فور أمريكا غير الربحية التي أسسها والدها، وفي عام 2002 أثناء عملها كمدرس فنون قتالية لحسابها الخاص أصبحت أصغر مُشرِّع في التاريخ يُنتخب لتمثيل منطقة مجلس النواب رقم 42 في مجلس نواب هاواي، وفي عام 2004 تطوعت كعضو في الحرس الوطني بالجيش الأمريكي في العراق واختارت عدم خوض حملة لإعادة انتخابها.

## الخدمة العسكرية
التحقت غابرد بالحرس الوطني لجيش هاواي في أبريل 2003 وذلك أثناء خدمتها في الهيئة التشريعية لولاية هاواي، وفي يوليو 2004 التحقت بالقوات الأمريكية في العراق في جولة مدتها 12 شهراً، حيث عملت كمتخصصة في الشركة الطبية، كتيبة الدعم 29، لواء المشاة القتالي 29. عملت غابرد في العراق في منطقة الدعم اللوجستي أناكوندا وأنهت خدمتها في 2005.
تخرجت من أكاديمية ألاباما العسكرية في مارس 2007، وعُينت برتبة ملازم ثان في اللواء 29 كتيبة القوات الخاصة، فريق لواء المشاة 29 القتالي التابع للحرس الوطني لجيش هاواي، وخدمت هذه المرة كضابط شرطة عسكرية بالجيش، وخدمت في الكويت من 2008 إلى 2009.
حازت غابرد على الشارة الطبية القتالية وميدالية الاستحقاق، وفي 12 أكتوبر 2015 رُقيت من نقيب إلى رائد في حفل أقيم في المقبرة التذكارية الوطنية للمحيط الهادئ، ولا تزال حتى الآن تعمل كرائد في الحرس الوطني بجيش هاواي.
ذكرت صحيفة محلية في 7 أغسطس 2018 أن الحرس الوطني لجيش هاواي قد أصدر تعليمات إلى غابرد بأن مقطع الفيديو الذي نشرته بالزي الرسمي على صفحتها على فيس بوك لا يتوافق مع قواعد الأخلاق العسكرية، فأزالت حملة غابرد الانتخابية مقطع الفيديو من صفحتها وأضافت إشعار إخلاء مسؤولية إلى صورة أخرى لها وهي ترتدي الزي العسكري في مقبرة قدامى المحاربين، ووقالت متحدثة باسم غابرد إن الحملة ستعمل بشكل وثيق مع وزارة الدفاع لضمان الامتثال لجميع اللوائح والقوانين.

## التعليم
تخرجت غابرد من جامعة هاواي باسيفيك بدرجة بكالوريوس العلوم في إدارة الأعمال مع اختصاص إدارة الأعمال الدولية في عام 2009.

## الشرق الأوسط
خلال فترة وجودها في الكونجرس، اتخذت غابارد موقفًا قويًا ضد الإرهاب الإسلامي في الشرق الأوسط، مستشهدة غالبًا بخبرتها كمحارب قديم في حرب العراق . في بعض ظهوراتها على قناة فوكس نيوز بين عامي 2013 و2017، انتقدت الرئيس أوباما بسبب رفضه الإشارة إلى معتقدات تنظيم الدولة الإسلامية والإرهاب على أنها " تطرف إسلامي " أو "الإسلام الراديكالي" في مقابلة عام 2015 مع وولف بليتزر من شبكة سي إن إن ، انتقدت غابارد إدارة أوباما "لرفضها" القول إن "العدو الحقيقي" للولايات المتحدة هو المتطرفون الإسلاميون.
في 18 يناير 2017، ذهبت غابارد في "مهمة لتقصي الحقائق" لمدة أسبوع إلى سوريا ولبنان ، التقت خلالها بالعديد من الزعماء السياسيين والدينيين من سوريا ولبنان - بالإضافة إلى مواطنين عاديين من كلا جانبي الحرب الأهلية السورية - كما عقدت اجتماعين غير مخطط لهما مع الرئيس السوري بشار الأسد، في أبريل 2017، أعربت غابارد عن شكوكها بشأن مزاعم استخدام الأسد للأسلحة الكيماوية ضد المدنيين في خان شيخون، والتي أعقبها هجوم عسكري ضد سوريا من قبل الولايات المتحدة. وقالت "إن محاكمة الأسد الناجحة (في المحكمة الجنائية الدولية ) ستتطلب جمع الأدلة من مكان الحادث"، وأنها "تدعم جهود الأمم المتحدة في هذا الصدد". في مقابلة عام 2018 مع ذا نيشن ، قالت إن الولايات المتحدة "تشن حربًا لتغيير النظام في سوريا منذ عام 2011". أدى موقفها من الأسد إلى خلاف مع الديمقراطيين السائدين. بعد التدقيق في آرائها حول الأسد، وصفت غابارد الأسد بأنه "دكتاتور وحشي تمامًا مثل صدام حسين ".
في 20 ديسمبر 2019، أصبح قانون وقف تسليح الإرهابيين الذي قدمته في عام 2017، قانونًا كجزء من قانون تفويض الدفاع الوطني للسنة المالية 2020، المادة 1228 لمنع وزارة الدفاع من "توفير الأسلحة أو أي شكل آخر من أشكال الدعم عن علم لتنظيم القاعدة " أو أي جماعات إرهابية أخرى أو أي فرد أو مجموعة تابعة لأي منظمة من هذا القبيل.
انتقدت غابارد الغارة الجوية التي شنها الجيش الأمريكي على مطار بغداد الدولي عام 2020 (والتي قتلت الجنرال الإيراني رفيع المستوى قاسم سليماني) باعتبارها عملاً حربيًا من قبل الرئيس الأمريكي دونالد ترامب وانتهاكًا للدستور الأمريكي بحجة أن ترامب لم يكن لديه تفويض من الكونجرس لهذا العمل.

### الحرب الفلسطينية الإسرائيلية 2023
بعد هجوم حركة حماس وجماعات الجهادية على إسرائيل في 7 أكتوبر 2023 ، دعمت تولسي جابرد بقوة إسرائيل وأدانت حماس ووصفتها بأنها منظمة إرهابية إسلامية. في نوفمبر 2023، حضرت مسيرة إسرائيل في ناشيونال مول في واشنطن العاصمة، وصفت المتظاهرين المؤيدين لفلسطين في الولايات المتحدة بأنهم "دمى لمنظمة إسلامية متطرفة". حيث عارضت وقف إطلاق النار في غزة، وصفت حماس بأنها "تهديد يجب هزيمته عسكريًا وأيديولوجيًا". وعن رأيها في دعم الولايات المتحدة لقرار الأمم المتحدة الذي يسعى إلى وقف إطلاق النار في غزة، قالت إنه يجب التعامل مع الأمر بطريقة استراتيجية. "يتعين علينا أن نكون واقعيين بشأن التهديد الذي لا يزال قائماً لشعب إسرائيل. وما دامت حماس في السلطة، فلن يكون شعب إسرائيل آمناً ولن يتمكن من العيش في سلام".